# Curtisella lignicola
Curtisella lignicola är en stekelart som först beskrevs av Muesebeck 1950.  Curtisella lignicola ingår i släktet Curtisella och familjen bracksteklar. Inga underarter finns listade i Catalogue of Life.